# Shane Cooper (Musiker)

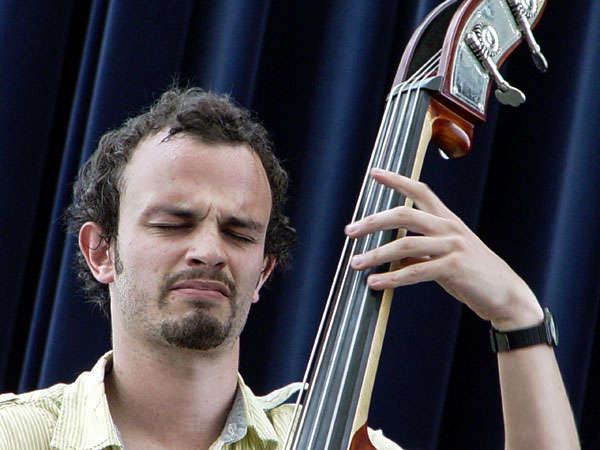
Shane Cooper at Aarhus Jazz Festival 2010

Shane Cooper (* 28. Mai 1985 in Port Elizabeth) ist ein südafrikanischer Jazzmusiker (Bass, Komposition).

## Leben und Wirken
Cooper lernte zunächst Gitarre und spielte mit 14 Jahren in der Schulband. Dann interessierte er sich für Jazz und wechselte zum Bass; er  spielte mit 16 Jahren in der lokalen Band von Gerard O’Brien. Er studierte am South African College of Music der University of Cape Town, wo er 2008 mit seinem Bachelor abschloss. 
Cooper gehörte zum Trio von Kyle Shepherd, dem Quartett von Reza Khota und zur Elektroband Card on Spokes. Auch arbeitete er mit Musikern wie Louis Moholo, Malcolm Braff, Zim Ngqawana, Feya Faku, Talvin Singh, Soweto Kinch, Marcus Wyatt, Nils Berg (The Stoner, Cinemascope), Afrika Mkhize, Spoek Mathambo und Okmalumkoolkat. Weiterhin spielte er in Bands wie Closet Snare.
2013 legte er mit eigener Band sein Debütalbum Oscillations vor. Er ist auch mit Kyle Shepherd, Kesivan Naidoo und den Schweizern Andreas Tschopp und Marc Stucky in der multinationalen Band Skyjack auf deren gleichnamigem Album zu hören. Als Filmkomponist schrieb er die Musik zu den Dokumentarfilmen Forerunners von Simon Wood und Port Nolloth: Between a Rock and a Hard Place von Felix Seuffert; auch produzierte er Kyle Shepherds Soundtrack zu Noem My Skollie. Mit dem Trio von Shepherd und den Solisten Mthunzi Mvubu und Lionel Loueke gab er 2016 mehrere Konzerte auf dem SWR New Jazz Meeting 2016, die auf der Doppel-CD Sound Portraits from Contemporary Africa dokumentiert wurden. 2017 gründete er sein Quintett Mabuta mit dem Saxophonisten Sisonke Xonti, dem Trompeter Robin Fassie-Kock, dem Keyboarder Bokani Dyer und dem Schlagzeuger Marlon Witbooi. 2018 kuratierte Cooper die Berner Jazzwerkstatt, wo er auch mit Thandi Ntuli zusammenarbeitete.

## Preise und Auszeichnungen
2013 wurde Cooper als „Standard Bank Young Artist of the Year“ im Bereich des Jazz ausgezeichnet. Sein Album Oscillations erhielt 2014 einen South African Music Award (SAMA).

## Diskographische Hinweise
- Zim Ngqawana Live at the Cape Town International Jazz Festival
- Closet Snare Live at the Armchair Theatre (2010, mit Lee Thompson, Mark Buchanan, Mr. Sakitumi, Inka Kendzia, Kesivan Naidoo)
- Oscillations (2013)
- Kyle Shepherd Trio Dream State (Sheer Music 2014, mit Jonno Sweetman, Buddy Wells)